# Ventaja natural
La ventaja natural es aquella que posee un país para la elaboración de productos gracias a sus condiciones climáticas, el acceso a productos naturales o la disponibilidad de una determinada fuerza laboral.

## Clima
En algunos países las condiciones climáticas por su ubicación en el planeta permiten la producción de cierto productos agrícolas con características especiales. 

## Recursos naturales
No existe un país que sea capaz de abastecer sus necesidades de productos minerales, metales y combustibles, sin embargo, existen países que son más ricos en ciertos productos que otros. Por ejemplo, Chile es el principal exportador de cobre en el mundo (con casi el 25% de las reservas mundiales), por lo que es un país rico en este mineral y esta es su ventaja en recursos naturales.[cita requerida]

## Fuerza laboral
Esta característica, aunque deja de entrar en la clasificación de natural, si tiene un efecto notable, ya que existen países que por las características de su territorio y su desarrollo económico, su mano de obra es más barata. Por ejemplo, en un país grande pero desarrollado los costos de transporte pueden disminuir ya que, aunque las distancias son largas, las vías de comunicación son de fácil acceso. Mientras que en un país medio y en vías de desarrollo, aunque las distancias son cortas, al tener poco acceso o calidad de las vías de comunicación el costo de transporte se eleva.